# 彭希濂
彭希濂（1757年—1819年11月10日），字溯周，號修田，江蘇蘇州府長洲縣人，祖籍江西臨江府清江縣（今樟樹市），清朝政治人物。

## 生平
乾隆四十九年（1784年）甲辰科二甲第九名進士。授刑部主事，升員外郎、郎中，嘉慶三年（1798年）任貴州學政，十六年（1811年）升光祿寺卿，二十年（1815年）升刑部右侍郎，二十四年（1819年）出為福建按察使，同年九月卒於官。